# Kuo Mei Feng
Kuo Mei Feng (romanización de chino simplificado: 冯国楣 chino tradicional: 馮國楣 (1917 - 2007) fue un botánico chino, siendo especialista taxonómico en las familias Araliaceae, Ericaceae, Malvaceae; y en menor grado la familia Theaceae y su género Camellia.
Fue uno de los fundadores del Instituto Kunming de Botánica de la Academia China de las Ciencias.

## Algunas publicaciones
- kuo mei Feng. 1996. Rare and precious wild flowers of China, v. 1. Ed. China Forestry Publishing House, 145 pp. ISBN 7503814233, ISBN 9787503814235

- ----------------. 1992. Rhododendrons of China. 407 lam. color, 237 pp. ISBN 7030022467 ISBN 978-7030022462

- ----------------, hen Li, hsiang-hao Hsue, hung-ta Chang, chou-fen Liang, yong-chang Cheng, yu-sheng Wang, chao-fen Wei. 1984. Flora reipublicae popularis Sinicae delectis florae reipublicae popularis Sinicae agendae academiae Sinicae edita: Tom 49 (2). Angiospermae. Dicotyledoneae. Malvacea, Bombacaceae, Sterculiaceae, Dilleniaceae, Actinidiaceae, Ochnaceae, v. 49 de Flora reipublicae popularis Sinicae. Ed. Science Press, 361 pp.

- ----------------. 1984. Angiospermae Dicotyledoneae: Malvaceae, Bombacaceae, Sterculiaceae, Dilleniaceae, Actinidiaceae, Ochnaceae, v. 49 of Flora Reipublicae Popularis Sinicae. Ed. Science Press, 357 pp.

- La abreviatura «K.M.Feng» se emplea para indicar a Kuo Mei Feng como autoridad en la descripción y clasificación científica de los vegetales.[4]